# Hrabová Roztoka
Hrabová Roztoka, russinisch Грабова Розтока/Hrabowa Rostoka (ungarisch Kisgereblyés – bis 1907 und 1939–1945 Hrabovarosztoka) ist eine Gemeinde im Okres Snina (Prešovský kraj) im äußersten Osten der Slowakei mit 52 Einwohnern (Stand 31. Dezember 2024) in der traditionellen Landschaft Zemplín.

## Geographie
Die Gemeinde befindet sich im Vorgebirge Beskydské predhorie und am östlichen Hang des Vihorlatgebirges, am Bach Hrabový potok im Einzugsgebiet der Ublianka. Das Ortszentrum liegt auf einer Höhe von 390 m n.m. und ist 34 Kilometer von Snina entfernt.
Nachbargemeinden sind Šmigovec im Norden und Nordosten, Dúbrava im Osten, Ruský Hrabovec im Südosten, Ruská Bystrá im Südosten, Süden und Südwesten und Vyšná Rybnica im Westen.

## Geschichte

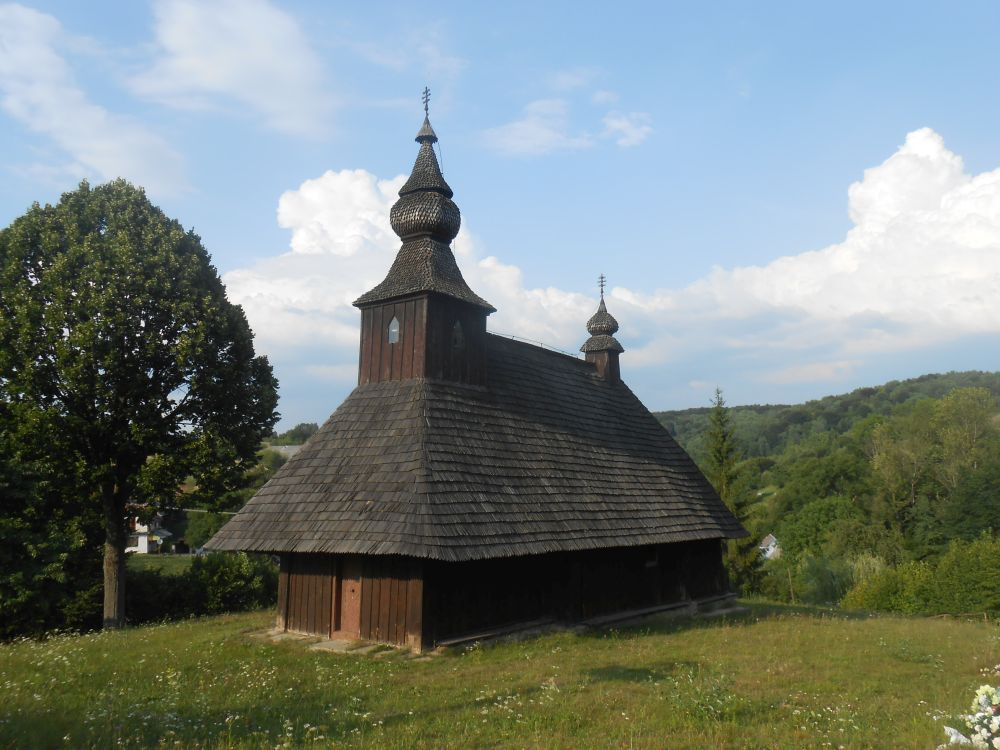
Griechisch-katholische Holzkirche

Hrabová Roztoka wurde zum ersten Mal 1568 Hrabowa Rostoka schriftlich erwähnt, weitere historische Bezeichnungen sind unter anderen Hrabo Roztoka (1600) und Hrabowa Rostoka (1773). Das Dorf war Teil der Drugeth'schen Herrschaft von Humenné, im 18. Jahrhundert stellte die Familie Klobusiczky die Gutsherren. 1694 und 1716–1720 war Hrabová Roztoka verlassen, noch 1715 gab es sieben Haushalte. 1787 hatte die Ortschaft 12 Häuser und 89 Einwohner, 1828 zählte man 20 Häuser und 181 Einwohner, die als Fuhrleute, Hirten und Waldarbeiter tätig waren. Von 1900 bis 1910 wanderten viele Einwohner aus.
Bis 1918 gehörte der im Komitat Semplin liegende Ort zum Königreich Ungarn und kam danach zur Tschechoslowakei beziehungsweise heute Slowakei. In der Zeit der ersten tschechoslowakischen Republik verblieben die Einwohner bei traditionellen Einnahmequellen, allerdings musste ein Teil auch im Ausland Arbeit suchen. Als Folge des Slowakisch-Ungarischen Kriegs war der Ort von 1939 bis 1944 noch einmal Teil Ungarns. Nach dem Zweiten Weltkrieg pendelte ein Teil der Einwohner zur Arbeit in Industriebetriebe in der Umgebung.

## Bevölkerung
| Jahr                | 1994 | 2004     | 2014    | 2024     |
| ------------------- | ---- | -------- | ------- | -------- |
| Anzahl der Personen | 90   | 68       | 63      | 52       |
| Unterschied         |      | −24,44 % | −7,35 % | −17,46 % |

| Jahr                | 2023 | 2024 |
| ------------------- | ---- | ---- |
| Anzahl der Personen | 50   | 52   |
| Unterschied         |      | +4 % |

Nach der Volkszählung 2011 wohnten in Hrabová Roztoka 63 Einwohner, davon 49 Slowaken, 10 Ukrainer und zwei Russinen. Zwei Einwohner machten keine Angabe zur Ethnie.
50 Einwohner bekannten sich zur orthodoxen Kirche, 10 Einwohner zur griechisch-katholischen Kirche und drei Einwohner zur römisch-katholischen Kirche.

## Bauwerke

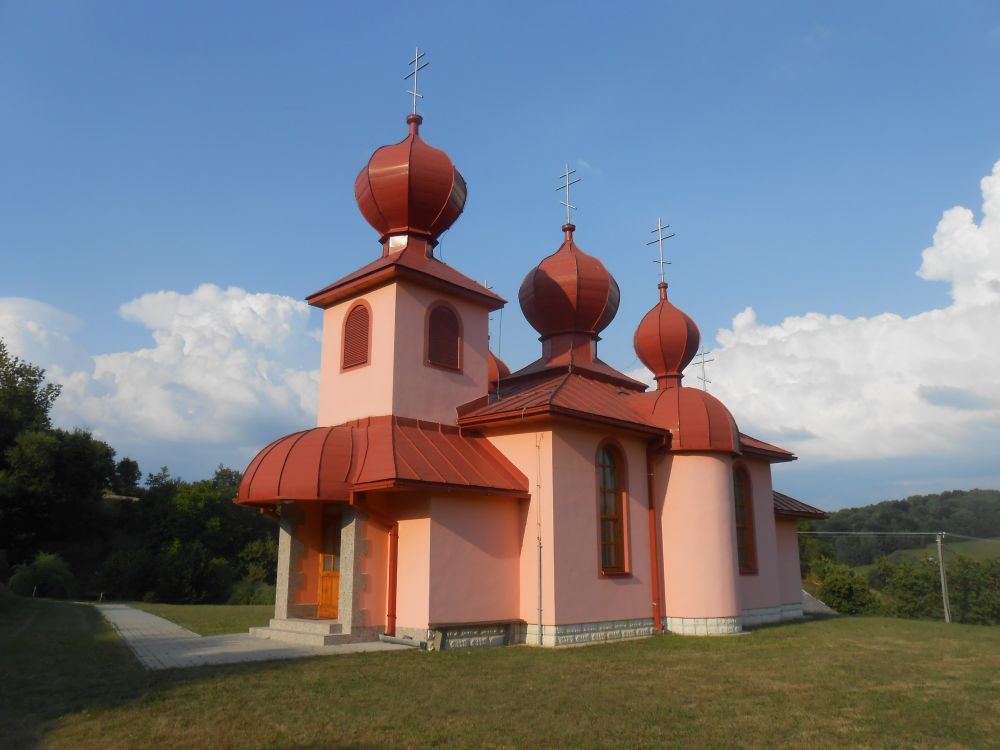
Orthodoxe Kirche

- griechisch-katholische Holzkirche Basilius der Große, gegen Mitte des 18. Jahrhunderts erbaut[6]
- orthodoxe Wladimirkirche

## Verkehr
Nach Hrabová Roztoka führt nur die Cesta III. triedy 3896 („Straße 3. Ordnung“) von Šmigovec heraus. Der nächste Bahnanschluss ist in Stakčín an der Bahnstrecke Humenné–Stakčín.